# Atal Bihari Vajpayee
Atal Bihari Vajpayee (in hindī अटल बिहारी वाजपेयी, AFI: / əʈəl bɪhaːriː vaːdʒpeiː /) (Gwalior, 25 dicembre 1924 – New Delhi, 16 agosto 2018) è stato un politico indiano.
Fu Primo ministro dell'India tre mandati come decimo Primo Ministro dell'India, prima per un periodo di 13 giorni nel 1996, poi per un periodo di 13 mesi dal 1998 al 1999, seguito da un intero mandato dal 13 ottobre 1999 al 22 maggio 2004.
Nativo di Gwalior, nello stato del Madhya Pradesh, è stato attivo nella politica per tutta la sua vita adulta: è il più importante leader del Bharatiya Janata Party e del nazionalismo hindu ed è stato un membro del Parlamento indiano per quasi 50 anni. Si distingue per essere un politico di elevata cultura (ha un master in scienze politiche conseguito al Victoria College), molto conosciuto anche per la sua attività di poeta.

## Gli inizi della carriera politica
Vajpayee iniziò la sua carriera politica come disobbediente durante il movimento Quit India (1942 - 1945), aderendo inizialmente al Comunismo, ma passando poi all'ala destra della politica indiana, conquistando la membership del Rashtriya Swayamsevak Sangh e fondando l'Hindutva (o Nazionalismo indiano).
Divenne un discepolo, seguace ed assistente di Syama Prasad Mookerjee, il leader del partito di destra pro-Hindu Bharatiya Jana Sangh. Quando Mookerjee iniziò uno sciopero della fame in Kashmir nel 1953, protestando contro la richiesta di identificazione e la discriminazione a cui erano sottoposti i cittadini indiani in visita in Kashmir, ed il trattamento di favore del Kashmir in virtù della sua maggioranza musulmana, Vajpayee era al suo fianco.
Il digiuno di Mookherjee pose fine alla richiesta di identificazione ed accelerò l'integrazione del Kashmir nell'Unione indiana. Ma Mookherjee morì dopo settimane di debilitazione e malattie, confinato in carcere.
Questi eventi segnarono una svolta per il giovane Vajpayee che, prendendo il testimone da Mookherjee, conquistò nel 1957 il suo seggio in Parlamento. Guidando il BJS, allargò la sua influenza politica. Divenne presto una voce importante e rispettata all'interno dell'opposizione, nonostante la giovane età. Il suo grande appeal portò rispetto ed accettazione alla corrente maggioritaria del nascente movimento culturale nazionalista.
Vajpayee fu membro sia del Lok Sabha che del Rajya Sabha, rappresentando le circoscrizioni elettorali di Lucknow e Gwalior.
Pubblicò alcuni volumi di poesie in lingua hindi, recentemente messe in musica e pubblicate in un album.

## La nascita del BJP
Vajpayee diede le dimissioni dal governo in concomitanza con le dimissioni di Morarji Desai come Primo ministro, con la conseguenza della rapida dissoluzione del partito Janata subito dopo.
Il BJS era rimasto fortemente sconquassato dalle lotte intestine all'interno della coalizione Janata, per la quale aveva messo in campo tutte le energie della sua organizzazione politica.
Atal Bihari Vajpayee, insieme ad altri suoi compagni del BJS e del RSS, tra i quali il suo migliore amico Lal Krishna Advani, diedero vita al Bharatiya Janata Party, la nuova sede dell'Hindutva, di ideali fondati sulla destra sociale e sul nazionalismo. Vajpayee venne eletto il suo Presidente.

## Pokhran, Lahore and Kargil
Nel maggio del 1998, l'India condusse cinque esperimenti segreti su armi nucleari a Pokhran, nel Rajasthan. I cinque test shoccarono e sconvolsero il mondo intero. Due settimane dopo il Pakistan rispose con un proprio programma di test nucleari, rendendolo la nuova potenza mondiale a livello nucleare.
Da varie fonti si suppone che i test erano pianificati già a partire dal 1995, ma Vajpayee decise di prendere tempo prima di compiere una mossa così importante. Il primo ed unico test nucleare portato avanti dall'India risaliva al 1974 rivelando tutta la scarsa preparazione tecnica e scientifica della ricerca nucleare indiana. Tuttavia, la sempre crescente attività pakistana nel nucleare insieme a quella della Cina resero essenziale per l'India insistere sul campo dello sviluppo di un arsenale nucleare, espandendo e intensificando le proprie ricerche.